# Italia dei Valori
L'Italia dei Valori (abbr. IdV), precedentemente conosciuto come Italia dei Valori - Lista Di Pietro, è un partito politico italiano fondato a Sansepolcro il 21 marzo 1998 da Antonio Di Pietro, ex magistrato fra i protagonisti dell'indagine dei primi anni 1990 denominata Mani pulite che portò alla luce un sistema di potere politico nazionale basato sulla corruzione.
Dopo una breve adesione a I Democratici, il partito si ricostituì come partito autonomo il 27 aprile 2000. A seguito della partecipazione solitaria alle elezioni politiche del 2001, aderì all'alleanza di centro-sinistra, partecipando alle elezioni all'interno della coalizione dell'Unione di Romano Prodi nel 2005 e nel 2006 ed alle elezioni del 2008 in coalizione col Partito Democratico. Nelle elezioni del 2013 si alleò invece con le forze alla sinistra del PD nella lista Rivoluzione Civile.
Durante l'esecutivo nazionale del 3 ottobre 2014 a Sansepolcro, la linea di Di Pietro venne bocciata e fu votata al 95% quella del Segretario Nazionale Ignazio Messina per riportare l'Italia dei Valori nell'alleanza di centro-sinistra. Di Pietro prese atto e abbandonò il partito.
Al livello europeo aderiva al Partito dell'Alleanza dei Liberali e dei Democratici per l'Europa e i suoi europarlamentari erano quindi iscritti al Gruppo dell'Alleanza dei Democratici e dei Liberali per l'Europa.

## Storia

### La nascita

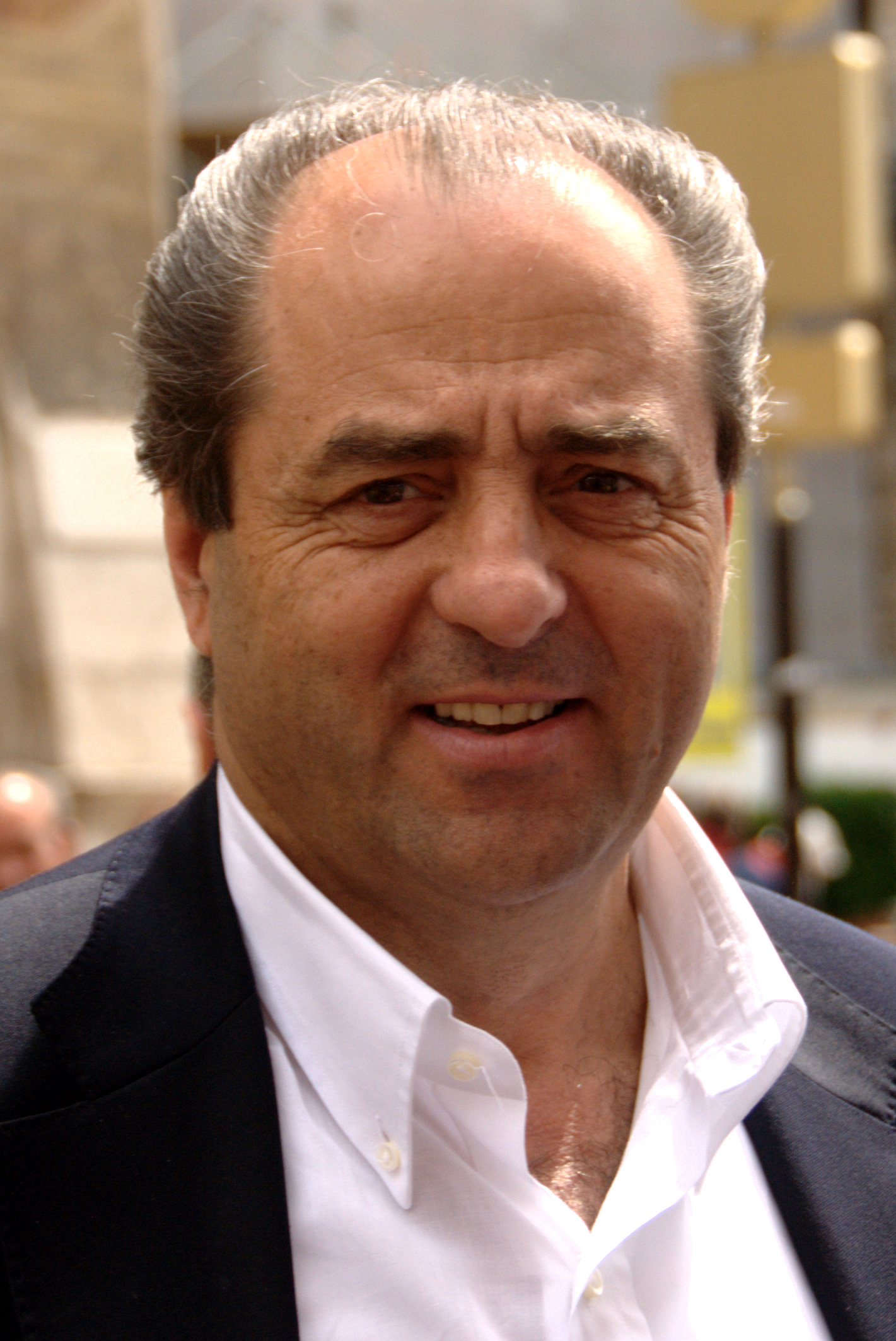
Antonio Di Pietro, fondatore e primo e unico presidente del partito dal 1998 al 2013 (15 anni)

Antonio Di Pietro era già entrato in politica nel 1996 in una breve apparizione come Ministro dei lavori pubblici nel Governo dell'Ulivo guidato da Romano Prodi e come senatore, dal 1997, eletto in un'elezione suppletiva.
Insieme ad altre formazioni politiche, Di Pietro agli inizi del 1998 promosse un referendum per l'abolizione del 25% della quota proporzionale per l'elezione della Camera dei deputati, al fine di conseguire un'ulteriore affermazione del sistema maggioritario a cui si è arrivati nel 1993 dopo un altro referendum. L'esito non fu favorevole per il mancato raggiungimento del quorum per poche decine di migliaia di voti e dopo tale consultazione, Di Pietro decise di dare vita ad un suo movimento, denominato Italia dei Valori, che trovò subito l'adesione di alcuni parlamentari, permettendo così la costituzione di una componente autonoma all'interno del gruppo misto. I colori ufficiali dell'IdV sono quelli dell'arcobaleno.
La formazione è stata fondata a Sansepolcro all'interno di un hotel di proprietà del gruppo CEPU, azienda per la quale Di Pietro lavorava sia come testimonial che come docente di Tecniche processuali.

### L'adesione ai Democratici
Dopo un primo esordio elettorale alle amministrative del 1998, Italia dei Valori decide di raccogliere l'appello di Romano Prodi per la formazione de I Democratici, un movimento che ha per obiettivo la realizzazione di un unico Partito Democratico che raccolga in sé tutti i partiti che si riconoscano nell'area dell'Ulivo. La nuova formazione politica partecipa alle elezioni europee del 1999, ottenendo il 7,7% e sette seggi all'europarlamento, compresa l'elezione dello stesso Di Pietro, che viene inoltre nominato responsabile per l'organizzazione del costituente partito di Prodi.
Con l'avvicinarsi dell'Assemblea nazionale dei Democratici del gennaio 2000, Di Pietro presenta un proprio documento congressuale che, tuttavia, si rivela minoritario.
In questa fase ci sono roventi scontri all'interno del partito, in parte suscitati dallo stesso Di Pietro che avanza accuse di tatticismo.
La rottura definitiva si consuma in seguito alle elezioni regionali del 2000 ed alle dimissioni del secondo Governo D'Alema, quando Di Pietro, in contrasto con la linea del partito, annuncia che non avrebbe sostenuto la candidatura di Giuliano Amato a Presidente del Consiglio, perché, sosteneva Di Pietro, Amato in passato avrebbe partecipato ad una riunione con lo scopo di delegittimare l'operato del pool Mani pulite.
Il 27 aprile 2000 Di Pietro lascia i Democratici, pronunciando questa frase: Non perdano tempo né a minacciare né a procedere ad espulsioni perché me ne vado via da solo e invito a seguirmi tutti i democratici veri, quelli cioè che finora hanno fatto i veri asinelli, portatori di voti, consensi, lavoro e idee.

### La ricostituzione del partito
Il 3 giugno 2000 viene presentata la Lista Di Pietro - Italia dei Valori, che nasce con l'obiettivo di una sua presentazione alle future elezioni politiche del 2001. Di Pietro presenta la sua Carta dei Valori e proclama il suo essere alternativo a Silvio Berlusconi, ma puntando a raccogliere il consenso in ogni strato dell'elettorato.
Privo ancora di un'organizzazione stabile sul territorio nazionale, il movimento riesce a presentare candidati in quasi tutti i collegi uninominali per l'elezione di Camera e Senato, presentando la propria lista al di fuori di entrambi gli schieramenti della politica italiana.
Il risultato elettorale è sconfortante, in quanto per pochissimi voti l'IdV non riesce a superare la quota di sbarramento del 4% per accedere al riparto dei seggi in sede proporzionale: i voti raccolti sono 1,5 milioni per una percentuale del 3,9.
Viene eletto un solo senatore in un collegio della Lombardia, Valerio Carrara, che tuttavia lascia immediatamente l'IdV per aderire al Gruppo misto e poi a Forza Italia.

#### Il radicamento e la svolta del Palavobis
Il dopo-elezioni costituisce la fase di radicamento sul territorio: l'IdV, priva di rappresentanze istituzionali e parlamentari, ma con un discreto consenso elettorale, comincia ad organizzare i suoi coordinamenti politici nelle principali città e nelle province italiane.
Tra l'altro, l'IdV (insieme a Rifondazione Comunista, che hanno deciso di competere solitariamente), viene accusata di essere tra le ragioni della sconfitta dell'Ulivo.
I movimenti e i partiti anti-berlusconiani si ricompattano: il gelo tra l'IdV e la coalizione di centrosinistra comincia a venir meno a partire dal 2002 e, intanto, il 23 febbraio, insieme ad altri movimenti e alla rivista MicroMega, nel decimo anniversario di "Mani Pulite", l'IdV organizza al Palavobis di Milano un incontro per criticare le prime leggi del governo di centrodestra. Antonio Di Pietro urla con un megafono: "Abbiamo formato una nuova casa dei diritti e della solidarietà. Chi ci sta alle nostre proposte può venire con noi". E lancia l'invito a "resistere, resistere, resistere", citando le parole di Francesco Saverio Borrelli.
Il 21 e 22 giugno 2002 si svolgono gli stati generali del partito e viene fondato il giornale ufficiale, dal titolo Orizzonti Nuovi. La manifestazione si svolge a Bellaria (RN). Intanto il partito si impegna nella raccolta delle firme per il referendum sull'abolizione del cosiddetto "Lodo Schifani" (definita anche legge "blocca-processi"), additato quale artificio per impedire lo svolgimento dei processi in corso a carico di Silvio Berlusconi da parte dei giudici della Procura di Milano.
Il referendum, comunque, non avrà luogo a seguito dell'intervento della Corte costituzionale che il 13 gennaio 2004 caducherà la norma per vizio di costituzionalità.

### I girotondi e la "nuova" lista unitaria
Il 10 e 11 gennaio 2003 si svolge l'assemblea generale dei "girotondi", la pratica lanciata dal regista Nanni Moretti per sollecitare la sinistra a tornare ad essere competitiva. L'IdV vi partecipa convintamente, facendosi spazio nella coalizione e cominciando a partecipare in via ufficiale agli incontri di schieramento.
Di Pietro è favorevole alla proposta di Prodi (simile a quanto accaduto nel 1999) di presentare una lista unitaria nel segno dell'Ulivo per le elezioni europee del 2004. IdV è pronta per l'adesione alla lista Uniti nell'Ulivo, ma al suo ingresso si oppongono i socialisti dello SDI con il loro Segretario Enrico Boselli, che non giudica l'IdV un soggetto riformista, tale da poter entrare nella federazione. Secondo Di Pietro, in realtà, alla base c'è ancora un risentimento per l'azione sgominatrice che ebbe, all'epoca, Mani pulite nei confronti dei socialisti.
Chiuso il capitolo unitario, l'IdV tiene aperto il dialogo con la società civile e raggiunge un'intesa con Achille Occhetto, dando vita alla Lista Di Pietro - Occhetto - Società Civile (che inizialmente conteneva anche l'iscrizione «per il nuovo Ulivo», bloccata due mesi dopo circa dai partiti di Uniti nell'Ulivo). Occhetto, infatti, aveva abbandonato i Democratici di Sinistra non condividendo l'impostazione della lista unitaria e il progetto del grande partito riformista.
La lista raccoglie il 2,1% dei voti con l'elezione di due deputati europei, Di Pietro e Occhetto. Quest'ultimo, però, decide di lasciare il seggio in favore di Giulietto Chiesa, abbandonando definitivamente il progetto e sciogliendo, così, l'intesa. Occhetto torna però a sedere nell'europarlamento all'indomani delle elezioni politiche del 2006 in seguito alle quali Di Pietro entra nel Parlamento italiano e si dimette da Strasburgo. I due europarlamentari eletti (Chiesa e Occhetto) non appartengono all'IdV e sono iscritti al gruppo socialista europeo.

### L'Unione

#### Le primarie del centrosinistra
L'IdV torna quella di sempre, con il suo unico leader storico, che, tuttavia, elimina dal simbolo la denominazione predominante di Lista Di Pietro e mette in risalto il titolo Italia dei Valori, lasciando al nome del suo fondatore un riferimento meno marcato.
Con il seggio vacante al Senato della Repubblica nel collegio elettorale di Rovigo, lasciato tale per via della morte del forzista Guido Mainardi, la coalizione di centro-sinistra L'Ulivo decide di candidare alle elezioni suppletive del 23 gennaio 2005, dove viene eletto senatore, il braccio destro di Di Pietro, Massimo Donadi.
Alle elezioni regionali del 2005 l'IdV è parte integrante della nuova coalizione dell'Unione e si aggira sulla media nazionale dell'1,4%, superando il 2% soltanto in Abruzzo e Basilicata. Fra tutte le 14 regioni chiamate al voto (in 12 delle quali l'Unione è risultata vittoriosa), le viene concesso soltanto un assessorato regionale, in Calabria, occupato da Beniamino Donnici, che presto fonderà una corrente interna in aperta polemica con Di Pietro e, più tardi, verrà espulso dal partito, dando vita ad un nuovo movimento denominato Partecipazione.
Romano Prodi, leader della coalizione, rilancia, nel frattempo, l'organizzazione di elezioni primarie per scegliere il candidato premier dell'Unione. Di Pietro raccoglie la proposta e si presenta all'appuntamento del 16 ottobre 2005, nel quale deve confrontarsi con altri sei candidati: il risultato raggiunto è del 3,3%, alle spalle di Romano Prodi, Fausto Bertinotti e Clemente Mastella.

#### Politiche 2006 nell'Unione: Di Pietro Ministro
Negli ultimi tre anni vi è un intensificarsi dell'attività dei dipartimenti tematici dell'IdV, guidati da Giorgio Calò. In questa ottica emerge anche una nuova vocazione dell'IdV nel campo dell'energia e dell'ambiente, settore guidato da Giuseppe Vatinno.
In vista delle elezioni politiche del 2006 ed in seguito all'approvazione della nuova legge elettorale proporzionale, l'IdV modifica il suo simbolo, ora composto dall'epigrafe Di Pietro in rilievo. Il partito si impegna a correre con il proprio simbolo, sia alla Camera che al Senato, nell'alleanza di centro-sinistra dell'Unione guidata da Romano Prodi. Con lo sbarramento al 2% alla Camera ed al 3% al Senato, Di Pietro cerca di stringere alleanze con piccoli movimenti, partiti e personalità presenti a livello locale, ma capaci di raccogliere consensi utili:
- il 31 gennaio 2006 viene formalizzato un accordo in base al quale la Federazione dei Liberaldemocratici di Marco Marsili appoggerà l'IdV e schiererà alcuni suoi candidati in tali liste, in nome della comune appartenenza al gruppo europeo dell'ALDE.[30]
- Il 22 febbraio viene formalizzato l'accordo con i "Repubblicani per l'Unione", coordinamento composto dai "Repubblicani Democratici" di Giuseppe Ossorio e da "Democrazia Repubblicana", per la candidatura di propri esponenti nelle liste dell'Italia dei Valori.[31]
- Aderisce all'IdV il movimento "Cristiano Democratici Europei" con il suo leader Stefano Pedica.
- Si schiera con Di Pietro anche il presidente dell'associazione Italiani nel Mondo Sergio De Gregorio (ex socialista, per dieci anni esponente campano di Forza Italia e poi della Democrazia Cristiana per le Autonomie) ed il simbolo Italiani nel mondo sarà inserito nel simbolo dell'IdV per le elezioni nelle circoscrizioni estere.
- In seguito a una rottura con La Margherita, aderisce all'IdV anche Leoluca Orlando, ex sindaco di Palermo e già leader de La Rete, ed altri esponenti siciliani a lui vicini.
- Poco prima delle elezioni confluiscono nel movimento anche alcuni dissidenti dell'Udeur, come Tancredi Cimmino, Pino Pisicchio, Egidio Enrico Pedrini, Cristina Matranga e l'ex assessore regionale calabrese di centrodestra Aurelio Misiti.
- Aderisce al movimento anche la presidente della Federcasalinghe Federica Rossi Gasparrini.
- Viene candidata al Senato l'attrice Franca Rame, moglie di Dario Fo.
- Viene offerta la candidatura anche a Beppe Grillo, legato a Di Pietro da amicizia e da un comune sentire, che però declina l'offerta. Durante la campagna elettorale però Di Pietro partecipa ad alcune iniziative, come Parlamento pulito[32] e Le Primarie dei Cittadini[33], dove testimonia simpatia per lo strumento del Blog e della democrazia diretta. In seguito decide di aprire un suo blog dove esprimere le proprie idee e i valori che il partito intende trasmettere con la partecipazione del pubblico.

Alle elezioni il centrosinistra vince per poche decine di migliaia di voti alla Camera dei deputati, dove ottiene il 49,81% dei consensi contro il 49,74% della CdL; al Senato si rivela determinante il voto della circoscrizione Estero, che consente all'Unione, pur avendo conseguito meno voti della CdL, di ottenere due seggi in più. La lista di Italia dei Valori raccoglie 877 000 voti, il 2,3%, alla Camera ed un risultato ancora maggiore, 986 000 voti ed il 2,9%, al Senato, eleggendo così 17 deputati, a cui se ne aggiunsero tre che erano stati eletti per un accordo elettorale nelle liste dell'Ulivo, e quattro senatori (cui si aggiunse Aniello Formisano, eletto nelle liste dei DS). Questi ultimi aderiscono al Gruppo misto, alla cui presidenza viene eletto lo stesso Formisano; alla Camera invece l'IdV forma un gruppo autonomo con Massimo Donadi come presidente.
Antonio Di Pietro viene nominato Ministro delle Infrastrutture nel Governo Prodi II; Luigi Li Gotti e Giorgio Calò entrano nella squadra di governo, in qualità di sottosegretari alla giustizia ed alle comunicazioni. Leoluca Orlando diviene il nuovo portavoce del partito.

#### Il dopo elezioni: defezioni e malumori nella maggioranza
Pochi giorni dopo l'insediamento del Senato, dove la maggioranza può contare su due seggi di vantaggio sul centrodestra, in occasione dell'elezione dei presidenti di commissione l'Unione va sotto nella Commissione Difesa: al posto della candidata ufficiale Lidia Menapace di Rifondazione viene eletto con il sostegno del centrodestra l'esponente del partito di Di Pietro Sergio De Gregorio, già esponente campano di Forza Italia. De Gregorio, contro le indicazioni del suo stesso partito, accetta l'incarico ma, in seguito a questo fatto, viene sospeso dall'incarico di direttore del giornale dell'IdV.
Nel luglio del 2006 scoppia una polemica all'interno della coalizione di governo che vede protagonista l'Italia dei Valori ed il suo leader Di Pietro, contrari all'approvazione di un provvedimento di indulto, sostenuto, invece, in maniera trasversale da esponenti e partiti di entrambi gli schieramenti. Tale indulto avrebbe effetti su circa 12 000 carcerati. Di Pietro manifesta davanti a Palazzo Madama prima dell'approvazione del provvedimento al Senato, insieme alla Lega Nord, anch'essa contraria.
In seguito Di Pietro sostenne:
La richiesta avanzata da Di Pietro, ma non accolta, era quella di escludere dall'indulto i reati finanziari, societari e di corruzione. Ha votato a favore dell'indulto, però, anche la deputata dell'IdV Federica Rossi Gasparrini, esponente di Federcasalinghe, ed al Senato si è distinto ancora il senatore Sergio De Gregorio, che si è astenuto anziché votare contro.
Il 7 settembre 2006 il senatore De Gregorio annuncia ufficialmente di abbandonare l'IdV e di voler costituire una componente autonoma nel gruppo misto del Senato, senza passare al centrodestra, ma favorevole a una grande coalizione tra i due poli. Pochi giorni dopo, il 14 settembre, anche la deputata Federica Rossi Gasparrini dichiara di non riconoscersi più nel movimento. De Gregorio e Rossi Gasparrini costituiscono nel settembre 2006 il movimento politico Italiani nel Mondo, anche se successivamente Rossi Gasparrini aderisce all'UDEUR.
Nel settembre 2007 il movimento "Repubblicani Democratici" di Giuseppe Ossorio rescinde l'accordo federale per aderire al nascente Partito Democratico ed il deputato Salvatore Raiti, proveniente da La Rete, lascia il gruppo e aderisce al gruppo del Partito Democratico.
Nell'ottobre 2007 la senatrice Franca Rame si dimette dalla componente IdV del gruppo misto al Senato, in quanto non condivide alcune scelte del suo gruppo, in particolare quella di non votare a favore dello scioglimento della società per la costruzione del ponte sullo stretto di Messina.
Sempre nell'ottobre 2007, l'IdV prende un'altra decisione in contrasto con la maggioranza che sostiene il governo Prodi: insieme all'opposizione e all'UDEUR di Mastella, vota contro l'istituzione di una commissione d'inchiesta parlamentare che indaghi sui crimini commessi dalla polizia durante il G8 di Genova: A giudizio di Di Pietro sarebbe stato altrettanto importante indagare sui manifestanti, ed era quindi a suo avviso un errore istituire una commissione che avesse indagato soltanto sulle atrocità commesse dalle forze dell'ordine. L'opposizione, per bocca di Maurizio Ronconi dell'UDC, sosterrà che con questo voto viene certificata la crisi della maggioranza, contraddicendo un punto importante del programma dell'Ulivo.
In seguito, dopo le critiche a tale decisione, tra cui quella di Marco Travaglio, Di Pietro ammetterà di avere sbagliato nel comunicare male e tardi quelle che ritiene essere buone ragioni di merito.

### Politiche 2008 col PD: all'opposizione di Berlusconi

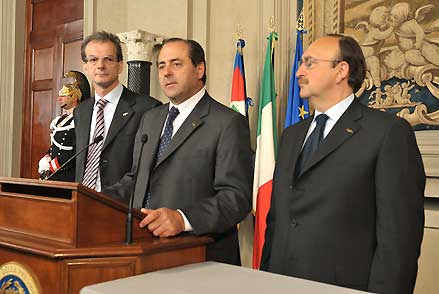
Da sinistra: Donadi, Di Pietro e Belisario al Quirinale al termine delle consultazioni (7 maggio 2008)

Subito dopo la caduta dell'ultimo governo Prodi, e la decisione da parte del Presidente della Repubblica Giorgio Napolitano di indire le elezioni anticipate dopo il fallimento dell'incarico esplorativo offerto al Presidente del Senato uscente, Franco Marini, Di Pietro decide di accettare l'alleanza col Partito Democratico di Veltroni; con esso infatti, l'IdV in campagna elettorale dichiarò la propria intenzione di costituire un gruppo unico in Parlamento, impegno che dopo il voto viene però ritrattato. In tali elezioni, celebrate il 13-14 aprile, il partito di Di Pietro ha ottenuto il 4,37% alla Camera e il 4,31% al Senato, con l'elezione di 28 deputati (più 1 deputato eletto all'estero) e 14 senatori candidati nelle liste del partito, miglior risultato di sempre. Fra i nuovi eletti spicca la presenza di Jean-Léonard Touadi, ex giornalista RAI (nato in Congo-Brazzaville), che a seguito della contestata manifestazione di Piazza Navona dell'8 luglio 2008, abbandonerà l'IdV, per ritornare al Partito Democratico.
Il risultato è stato particolarmente positivo in Molise (la regione natale di Di Pietro, che qui sceglie di essere eletto come deputato): infatti il partito ha raggiunto, sia alla Camera che al Senato circa il 27% delle preferenze.
I deputati e i senatori dell'Italia dei Valori risultano attualmente i più presenti e impegnati nell'attività parlamentare se si considerano i parametri delle iniziative legislative e ispettive, delle relazioni ai progetti di legge, degli interventi in aula o in commissione e delle presenze alle votazioni; il dato risulta invece invertito se si considera il solo parametro delle presenze alle votazioni, e la ragione di ciò è da ricercarsi nel fatto che nel corso dell'attuale legislatura il Parlamento risulta chiamato quasi esclusivamente a ratificare iniziative o decreti di provenienza governativa.
Durante i primi mesi di legislatura l'Italia dei Valori raccoglie le firme per un referendum abrogativo contro il Lodo Alfano, che non si svolgerà mai a causa della bocciatura di tale legge da parte della Consulta.

#### Le regionali dell'inverno 2008-2009
A seguito delle inchieste giudiziarie che hanno coinvolto il presidente della regione Abruzzo, il democratico Ottaviano Del Turco, il 14 ed il 15 dicembre 2008 si sono svolte le elezioni regionali abruzzesi anticipate. Per sfidare il dimissionario sindaco di Teramo Giovanni Chiodi del PdL, l'Italia dei Valori, durante la Festa nazionale del partito, propone il nome di Carlo Costantini, proprio deputato dell'attuale legislatura, che viene appoggiato anche dal PD e da tutti i partiti della vecchia Unione. L'Italia dei Valori raggiunge il suo massimo storico nella Regione con il 15,0% delle preferenze, sei volte in più delle precedenti elezioni regionali, tuttavia Costantini viene battuto da Chiodi.
In occasione delle elezioni regionali in Trentino-Alto Adige del 26 ottobre 2008, il partito si schiera col centro-sinistra ed elegge il consigliere Bruno Firmani nella Provincia di Trento.
Alle regionali in Sardegna del 15 e 16 febbraio 2009 il candidato del centro-sinistra Renato Soru non viene rieletto, ma l'Italia dei Valori ha quadruplicato il proprio consenso di voti e quintuplicato quello percentuale, passando dalle 8.558 preferenze del 2004 col 1,0% alle 34.277 del 2009 col 5,2%.

### Le europee 2009
In seguito a questi risultati e nell'avvicinarsi del voto delle Europee del 2009, Di Pietro ha dichiarato che in caso di una buona affermazione dell'IdV avrebbe cancellato il suo cognome dal simbolo del partito, per «costruire una cosa più larga, più utile, che prescinda dall'identità di una sola persona, e che serve a rappresentare qualcosa di più importante», aggiungendo che «serve un grande partito progressista che sostenga una proposta di governo credibile», «il grande partito che al Pd non è riuscito».
Durante le elezioni europee il partito conferma il progresso elettorale iniziato con le politiche dell'anno precedente: si registra infatti un sostanziale raddoppio di voti su base nazionale rispetto al 4,37% ottenuto alla Camera alle Elezioni politiche in Italia del 2008, ottenendo il 7,98%, che diventa 8% pieno considerando anche i voti dei cittadini italiani residenti all'estero. Tale risultato, che è di quattro volte superiore rispetto ai voti delle europee del 2004, permette l'elezione di sette europarlamentari: due nella circoscrizione Nord-Ovest, uno nella circoscrizione Nord-Est, uno nella circoscrizione Centrale, due nella circoscrizione Sud ed uno nella circoscrizione Isole.
Luigi De Magistris, che insieme ad Antonio Di Pietro ed a Sonia Alfano era candidato in tutte le circoscrizioni, risulta eletto in quattro delle cinque circoscrizioni, seguito dallo stesso Di Pietro eletto in tre.
Di Pietro decide di mantenere l'incarico di deputato ed alla fine i deputati eletti sono: De Magistris che opta per il seggio dell'Italia Orientale, Sonia Alfano che opta per il seggio dell'Italia Nord-Occidentale, il filosofo Gianni Vattimo nel Nord-Ovest, Niccolò Rinaldi nell'Italia Centrale, Vincenzo Iovine e Giuseppe Arlacchi nell'Italia Meridionale e Giommaria Uggias nella circoscrizione dell'Italia Insulare.
All'indomani dei risultati del voto delle Europee, il leader dell'Italia dei Valori ha annunciato che nell'esecutivo nazionale convocato per il successivo 22 giugno «spersonalizzeremo totalmente il partito togliendo il nome del suo fondatore dal simbolo». Tale intento dichiarato non si è tuttavia concretizzato nei tempi annunciati.
Il 2009 per il partito è però anche l'anno di numerose defezioni, soprattutto alla Camera dei deputati, dopo l'abbandono del deputato Jean-Léonard Touadi avvenuto l'anno precedente. Infatti, il 7 gennaio 2009 il deputato Americo Porfidia, dopo aver appreso di essere coinvolto in un'inchiesta sulla criminalità organizzata ed essersi autosospeso dal partito il 30 dicembre 2008, lascia ufficialmente il gruppo alla Camera, passando al Gruppo misto e successivamente a Noi Sud. Il 29 luglio dello stesso anno è poi la volta di Giuseppe Giulietti e il 9 novembre di Pino Pisicchio e Aurelio Salvatore Misiti; il primo abbandona perché a suo giudizio il partito aveva inaugurato una politica troppo spostata verso l'antagonismo radicale.
Anche al Senato il partito perde due parlamentari: sempre il 9 novembre abbandona il gruppo Giuseppe Astore, non condividendo il fatto che Di Pietro, a suo dire, abbia accolto nel movimento vari avversari politici alle ultime consultazioni che hanno avversato il partito e sono stati anche sonoramente bocciati dall'elettorato, mentre il 23 novembre lascia Giacinto Russo.

#### Il congresso del 2010
Dal 5 al 7 febbraio 2010 viene celebrato il primo congresso nazionale del partito.
Di Pietro propone una nuova struttura del partito, dato che lo statuto all'epoca vigente era stato votato e pensato per una piccola formazione politica e inadeguato per le dimensioni elettorali raggiunte.
Vengono presentate due candidature alla presidenza del partito: lo stesso Antonio Di Pietro e il parlamentare campano Francesco Barbato. Quest'ultimo però, dopo aver raccolto le firme a sostegno della sua candidatura "alternativa", rinuncia inaspettatamente alla corsa e Antonio Di Pietro viene confermato presidente.

### Elezioni regionali 2010
In occasione delle elezioni regionali del 28 e 29 marzo 2010, il partito decide di appoggiare i candidati di centro-sinistra in tutte le regioni italiane chiamate al voto, ad eccezione della Calabria, dove, insieme alla Lista Bonino Pannella, decide di appoggiare l'imprenditore Pippo Callipo.
Alle elezioni il partito quasi quadruplica i suoi consensi rispetto al 2005, crescendo in tutte le regioni, particolarmente in Toscana e nel Lazio; in Basilicata ottiene il 9,93% ed elegge tre consiglieri regionali.

#### Nuovi abbandoni
Sempre nel 2010, dopo che il Governo Berlusconi IV si era ridotto con i numeri, soprattutto alla Camera dei deputati dopo aver consumato la scissione con il cofondatore del Popolo della Libertà e Presidente della Camera Gianfranco Fini, rischiando di conseguenza di andare sotto in occasione della mozione di sfiducia presentata dalle opposizioni il 14 dicembre, il partito subisce altri due abbandoni, questa volta dei deputati Antonio Razzi e Domenico Scilipoti; Razzi aderisce a Noi Sud, mentre Scilipoti, insieme ai due ex del Partito Democratico e di Alleanza per l'Italia Massimo Calearo Ciman e Bruno Cesario, dà vita ad un proprio movimento denominato Movimento di Responsabilità Nazionale. Entrambi votano a favore della fiducia al Governo Berlusconi, risultando determinanti. Tali abbandoni, anche alla luce dell'influenza sul risultato della mozione del 14 dicembre, sono stati molto criticati da Antonio Di Pietro, il quale ha denunciato una presunta compravendita e corruzione di parlamentari da parte di Silvio Berlusconi e del suo governo, chiedendo l'intervento della magistratura.
Sull'onda dello scalpore suscitato dal fatto, all'interno del partito si sviluppa un dibattito sui metodi seguiti da Di Pietro per la scelta dei candidati alle elezioni: importanti personalità dell'IdV come Sonia Alfano e Luigi De Magistris scrivono una lettera pubblica per affrontare la questione morale all'interno del partito guidato da Di Pietro. Alcuni mesi dopo, la stessa Alfano denuncia l'avvenuta espulsione dal partito decretata a suo danno.
Il 10 luglio del 2012 Giuseppe Vatinno si insedia alla Camera in sostituzione di Leoluca Orlando, ma si iscrive direttamente alla componente politica dell'ApI del Gruppo misto avendo lasciato il partito di Di Pietro già nel 2010.

### Le amministrative e i referendum del 2011
In occasione delle elezioni amministrative in Italia del 2011, nelle quali il centro-sinistra si aggiudica tutti i comuni capoluogo più importanti, insieme a sette province su dodici, il partito consegue un'altra importantissima affermazione elettorale al comune di Napoli. Qui il centro-sinistra infatti si era presentato diviso: il Partito Democratico insieme a Sinistra Ecologia Libertà, dopo l'annullamento delle primarie, aveva deciso di candidare il prefetto Mario Morcone, mentre l'IdV aveva presentato l'europarlamentare ed ex magistrato Luigi De Magistris, appoggiato anche dalla Federazione della Sinistra. Proprio De Magistris diventa sindaco di Napoli, superando il candidato del PD al primo turno e sconfiggendo al ballottaggio del 29 e 30 maggio 2011 il candidato del Popolo della Libertà Gianni Lettieri, con il 65,4% dei consensi. Dopo la vittoria De Magistris decide di optare per la carica di primo cittadino del comune partenopeo, dimettendosi così da eurodeputato.
Il partito nel 2010 si era fatto promotore di quattro referendum abrogativi: uno sulle forme di gestione e procedure di affidamento in materia di risorse idriche, uno sulla limitazione della gestione pubblica del servizio idrico, uno sulle centrali per la produzione di energia nucleare ed uno sul legittimo impedimento del Presidente del Consiglio dei Ministri e dei Ministri a comparire in udienza penale. Nel gennaio 2011 la Corte costituzionale ritiene ammissibili solo gli ultimi due ma l'IdV, in vista dei quattro referendum abrogativi del 12 e 13 giugno 2011, due dei quali da lei organizzati, si schiera per il sì a tutti e quattro i quesiti, che riscuotono successo.
Successivamente raccoglie le firme per una proposta di legge d'iniziativa popolare per abolire le province e due referendum contro la legge elettorale denominata "Porcellum", uno per l'abrogazione totale e uno per l'abolizione delle liste bloccate.
La raccolta firme per l'abolizione delle province riscuote successo, mentre i referendum vengono dichiarati inammissibili dalla Corte costituzionale.
Nei mesi successivi l'Italia dei Valori presenta a Montecitorio una proposta di legge d'iniziativa popolare per abolire i rimborsi elettorali sottoscritta da circa 200.000 italiani.

### Caduta di Berlusconi, iniziale appoggio a Monti e poi all'opposizione
L'8 novembre 2011, dopo che la Camera aveva approvato con 308 voti a favore il Rendiconto generale dello Stato, Silvio Berlusconi annuncia di rimettere il mandato al Capo dello Stato dopo l'approvazione della legge di stabilità. Le dimissioni vengono formalizzate il 12 novembre e il 13 novembre Di Pietro, dopo che per mesi il partito aveva invocato le elezioni anticipate come unica strada successiva al Governo Berlusconi IV, anche a causa della crisi economica, si dimostra disponibile ad un nuovo governo, purché esso sia nei fatti un governo tecnico, si faccia in tempi rapidi una nuova legge elettorale e si torni al più presto a votare, non appena superata l'emergenza. Nella serata del 13 novembre Giorgio Napolitano conferisce l'incarico di formare il nuovo governo a Mario Monti, il quale quattro giorni prima, il 9 novembre, era stato nominato senatore a vita dallo stesso Napolitano. Il 17 e il 18 novembre 2011 l'Italia dei Valori, insieme a tutti gli altri partiti presenti in Parlamento, ad eccezione della Lega Nord, schierata fin dall'inizio all'opposizione del nuovo governo, vota la fiducia al nuovo governo, prima al Senato e poi alla Camera.
Successivamente, in occasione dell'approvazione della nuova manovra varata dal governo, l'Italia dei Valori, insieme alle minoranze linguistiche, a Noi Sud e ad alcuni dissidenti del Popolo della Libertà, affianca la Lega Nord all'opposizione, in quanto secondo il partito la manovra è profondamente iniqua e fa pagare i pensionati e non le lobby finanziarie. Tale decisione provoca l'abbandono del deputato Renato Cambursano, il quale, in dissenso dal suo gruppo, vota invece sì alla manovra, in quanto al momento non vedeva altre alternative per salvare l'Italia. La scelta di votare no è confermata anche al Senato il 22 dicembre 2011.
L'anno successivo l'IDV promuove, insieme ad altre forze politiche e sindacali, 4 referendum per abolire la diaria dei parlamentari e i rimborsi elettorali, ripristinare la versione originale dell'articolo 18 dello Statuto dei Lavoratori e abrogare la norma che consente alle aziende di derogare i contratti collettivi nazionali se sostituiti da aziendali e territoriali.
La raccolta firme ha successo, ma i referendum saranno dichiarati innammissibili dalla Corte di cassazione a causa dello scioglimento anticipato delle Camere avvenuto prima delle presentazione delle firme.

### Le amministrative e regionali siciliane del 2012
Nelle elezioni amministrative in Italia del 2012 l'IdV, nonostante le forti critiche nei confronti del Governo Monti e la maggioranza a suo sostegno composta da PdL, PD e UdC, decide di appoggiare i candidati del Partito Democratico costruendo, insieme a SEL di Nichi Vendola ed a Rifondazione Comunista, coalizioni di centro-sinistra che risultano vincenti nelle grandi città al voto. In alcuni centri, oltre alle forze della sinistra, la coalizione si allarga inglobando anche partiti moderati e centristi come l'Unione di Centro e FLI.
Successo solitario dell'IdV invece a Palermo. Nel capoluogo siciliano il centro-sinistra, trovata una convergenza sul nome di Rita Borsellino, europarlamentare PD e sorella del giudice ucciso dalla mafia, decide di sostenerla alle primarie per designare il candidato alla carica di Sindaco di Palermo. Tuttavia, nonostante la Borsellino fosse data favorita, le primarie sono vinte per pochi voti da Fabrizio Ferrandelli, ex IdV. Di fronte a questo risultato l'IdV decide di non appoggiare Ferrandelli e di candidare il coordinatore nazionale dell'IdV Leoluca Orlando, già sindaco di Palermo per tre mandati nei primi anni 1990, che aveva rinunciato a candidarsi in sostegno della Borsellino. Il 7 maggio Orlando, sostenuto solo da IdV e dalla lista La Sinistra e gli ecologisti per Palermo che ingloba la Federazione della Sinistra e i Verdi, al primo turno ottiene il 47,4% conquistando il ballottaggio contro Ferrandelli, sostenuto da PD e SEL fermo al 17,3%, sconfiggendo il centrodestra che, pur avendo vinto nel 2007 già al primo turno con Diego Cammarata al 53,5% proprio contro Orlando al 45,2%, arriva terzo con il 12,6%. Al ballottaggio Orlando viene rieletto per la quarta volta Sindaco di Palermo con il 72,43% dei consensi, strappando dopo dieci anni la città al centrodestra, e l'IdV riesce ad ottenere 30 consiglieri comunali su 50.
Il successo palermitano non si conferma tuttavia alle elezioni regionali siciliane del 2012, dove l'IdV si presenta assieme a SEL, Verdi e Federazione della Sinistra ma senza allearsi col PD, che preferisce l'alleanza con l'UdC. I dipietristi sostengono così la sindacalista CGIL Giovanna Marano in una coalizione di sinistra, ma l'alleanza non trae alcun beneficio: anche a causa dell'alto astensionismo nell'isola, dove ha votato solo il 47,44% degli elettori, la candidata ottiene appena il 6% dei consensi e l'IdV resta fuori dall'Assemblea Regionale Siciliana. A differenza delle elezioni della primavera precedente, il partito ottiene un risultato molto inferiore, il 3%, che il sindaco di Palermo Leoluca Orlando definirà come il segnale della morte dell'Italia dei Valori.

### Gli scontri interni e la scissione diDiritti e Libertà
Ad ottobre 2012 all'interno dell'IdV si inaspriscono forti polemiche sulla nuova linea politica del partito e sul ruolo del leader e presidente dell'IdV Antonio Di Pietro. A capo della dissidenza interna si posiziona Massimo Donadi, capogruppo del partito alla Camera, il quale critica duramente Di Pietro per aver dato una linea politica al partito spostata verso il Movimento 5 Stelle di Beppe Grillo: egli paventa l'ipotesi di scioglimento del partito al fine di creare una nuova lista alleata dei grillini con la conseguente e definitiva rimozione di IdV dall'alveo del centro-sinistra ed il rischio di ridurre il partito all'irrilevanza nel quadro politico nazionale. Inoltre Donadi critica una gestione troppo personalistica e padronale da parte del leader nella linea politica volta ad attacchi continui contro il Presidente della Repubblica Giorgio Napolitano, il Presidente del Consiglio Mario Monti e gli alleati del Partito Democratico, nonché nella gestione economica e finanziaria dei beni del partito.
Il 5 novembre Donadi rassegna le sue dimissioni da Capogruppo dell'IdV alla Camera dopo che la notizia che la maggioranza del gruppo alla Camera vicino al leader Di Pietro era pronto a sfiduciarlo a causa delle sue critiche. L'8 novembre, dopo una riunione dei gruppi congiunti IdV di Camera e Senato, che ha ribadito pieno sostegno alla linea politica del leader del partito Antonio Di Pietro messa duramente in discussione dallo stesso ex capogruppo Donadi, il Deputato e Coordinatore regionale dell'IdV in Campania Aniello Formisano rassegna le sue dimissioni da tutti gli incarichi del partito e del gruppo parlamentare per formare un nuovo soggetto politico che avrà come interlocutore un centrosinistra moderato. Il 21 novembre lasciano il partito anche i deputati Gaetano Porcino e Giovanni Paladini, che è anche coordinatore regionale ligure, ed il senatore Stefano Pedica. Il 22 novembre i cinque parlamentari fuoriusciti presentano un nuovo soggetto politico: Diritti e Libertà.

### Politiche 2013 con Rivoluzione Civile: fuori dal Parlamento
Il 29 dicembre 2012 Antonio Ingroia, pubblico ministero anti-mafia di Palermo dal 1992 al 2012 e direttore in Guatemala di un'unità di investigazione per la lotta al narcotraffico su incarico dell'ONU, annuncia la sua candidatura a Premier per le elezioni politiche del 2013 a capo di una coalizione di sinistra denominata Rivoluzione Civile e comprendente: l'Italia dei Valori, Rifondazione Comunista, i Comunisti Italiani, la Federazione dei Verdi ed il Movimento Arancione.
Il 30 dicembre 2012 tuttavia il deputato David Favia, non condividendo l'idea della creazione della lista unica di sinistra, lascia il partito ed insieme a vari esponenti dell'IdV marchigiano aderisce al nuovo partito di Donadi.
Alle elezioni nazionali del 24 e 25 febbraio Rivoluzione civile raccoglie il 2,2% di voti alla Camera e l'1,8% al Senato: non riesce ad eleggere nessun deputato e nessun senatore e lo stesso Antonio Di Pietro resta quindi fuori dal Parlamento. Negli stessi giorni delle politiche si svolgono anche le elezioni regionali in tre regioni: alle regionali laziali l'IdV appoggia il candidato di Rivoluzione Civile Sandro Ruotolo, ma non viene eletto nessun consigliere regionale; alle regionali lombarde aderisce alla coalizione di centro-sinistra a sostegno di Umberto Ambrosoli, ma anche in queste elezioni non viene eletto nessun consigliere; alle regionali in Molise invece viene eletto come consigliere il primogenito di Di Pietro, Cristiano.
Alle elezioni provinciali di Trento del 2013 l'Italia dei Valori ottiene l'1,6% ma nessun seggio.

### Dopo le politiche del 2013

#### Dimissioni di Di Pietro e scissione diMovimento 139
Il 26 febbraio Di Pietro, visti i risultati deludenti della lista di sinistra a sostegno della candidatura di Ingroia, rassegna dimissioni irrevocabili dalla presidenza del partito.
Il 26 marzo l'Ufficio di presidenza del partito propone lo scioglimento dello stesso, dichiarando l'intenzione di dar vita a un nuovo soggetto politico ispirato al liberalismo, i cui dirigenti verranno scelti tramite elezioni primarie. Il documento che prevede lo scioglimento del partito è approvato col sostegno della componente del sindaco di Palermo Leoluca Orlando insieme all'ex capogruppo al Senato Felice Belisario ed il consigliere regionale abruzzese Carlo Costantini, e con l'astensione di Di Pietro insieme a Ignazio Messina e Ivan Rota.
Il 6 aprile però l'Esecutivo nazionale del partito ribalta la decisione dell'Ufficio di presidenza e, passando la linea di Di Pietro, vota contro lo scioglimento del partito, conferma il congresso straordinario del 28-30 giugno e dichiara illegittimo il documento del 26 marzo. Con una mozione approvata all'unanimità, viene confermata la linea deliberata a Vasto nel 2011 per un'alleanza di centro-sinistra col Partito Democratico. Di Pietro annuncia che al prossimo congresso straordinario si presenterà da dimissionario, auspicando un cambiamento generazionale.
Il 12 maggio Leoluca Orlando, Felice Belisario e Carlo Costantini lasciano il partito e lanciano l'appello Coerenza e Democrazia, che sarà il primo passo per la creazione del nuovo partito Movimento 139.

#### Il congresso straordinario: Messina segretario e nuovo simbolo

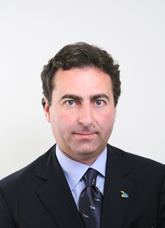
Ignazio Messina, primo segretario del partito

Dal 28 al 30 giugno 2013 a Roma si celebra il congresso straordinario nel partito.
Candidati alla segreteria sono l'ex capogruppo alla Camera Antonio Borghesi, Matteo Castellarin, il responsabile nazionale degli enti locali Ignazio Messina, l'europarlamentare e vicepresidente del Gruppo dell'Alleanza dei Democratici e dei Liberali per l'Europa Niccolò Rinaldi e Nicola Scalera.
Il 28 giugno Di Pietro ufficializza le sue dimissioni dalla presidenza del partito, dichiarando di rimanere però militante e di voler togliere il suo nome dal logo. Il 28 i candidati Borghesi e Castellarin ed il 29 Scalera convergono su Rinaldi, sostenuto anche dall'europarlamentare Gianni Vattimo.
Il 30 giugno si svolgono online le primarie tra gli iscritti e tra Niccolò Rinaldi e Ignazio Messina viene eletto segretario il secondo, con il 69,11% dei voti congressuali, battendo il primo che si è fermato al 30,89% delle preferenze. Il 5 luglio il neo segretario nomina i nuovi vertici nazionali: Antonino Pipitone come responsabile degli enti locali, Luciano Pisanello come responsabile organizzazione e Ivan Rota come tesoriere e legale rappresentante.
Il 14 settembre 2013, nell'incontro di Sansepolcro, viene presentato il nuovo simbolo dell'IdV: dal simbolo viene tolto il nome di Di Pietro, che dichiara la volontà dell'IdV di tornare alle origini, di volere un centrosinistra basato sui programmi, sulla qualità delle persone e su un'etica della politica e che la coalizione Rivoluzione Civile è stata un errore.
Alle elezioni regionali in Basilicata del 17 e 18 novembre 2013 il partito aderisce alla coalizione di centrosinistra ottenendo il 3,45% dei consensi, senza però eleggere alcun consigliere regionale. Alle elezioni regionali in Sardegna del 16 febbraio 2014 invece, sempre in coalizione col centrosinistra, crea una lista unica con i Verdi ed ottiene l'1,10% dei voti, riuscendo ad eleggere un consigliere.
Per le elezioni regionali del maggio 2014 di Piemonte e Abruzzo il partito presenta proprie liste all'interno delle coalizioni di centrosinistra, che risultano vincenti in entrambe le regioni e l'Idv riesce ad eleggere un consigliere in Abruzzo.

#### Elezioni europee del 2014
Alle europee del 2014 presenta le proprie liste con capolista in tutta Italia il segretario Ignazio Messina. Degli europarlamentari uscenti solo Giommaria Uggias viene ricandidato, dal momento che Niccolò Rinaldi ha aderito a Scelta Europea e Sonia Alfano, a cui il PD aveva inizialmente prospettato una candidatura, non è stata poi candidata dallo stesso PD una volta uscita dall'IdV.
Il partito ottiene 179.693 voti, con lo 0,65% e nessun eletto.

#### Addio di Antonio Di Pietro e "ritorno" del partito in Parlamento
Il 3 ottobre 2014, poco prima del raduno nazionale di Sansepolcro, Di Pietro decide di lasciare definitivamente l'IdV. Un voto che lo vede nettamente in minoranza (il 95% dei delegati approva infatti la linea politica del segretario Messina) sancisce l'addio al partito che, nel 1998, aveva fondato proprio nella cittadina toscana. Di Pietro, in particolare, volendo portare avanti un'opposizione dura al Governo Renzi, già dopo le elezioni europee aveva criticato la scelta di riallacciare un rapporto di dialogo con il PD.
Il 30 ottobre 2014 l'Italia dei Valori torna ad avere un proprio rappresentante in Parlamento alla Camera dopo che, come comunicato tramite conferenza stampa, Aniello Formisano decide di lasciare il Centro Democratico e di ritornare ad aderire all'Italia dei Valori (di cui era stato già deputato fino al 2012), collocandosi nel gruppo misto.
Il 1º aprile 2015 l'Italia dei Valori torna ad avere un proprio rappresentante anche al Senato: si tratta del parlamentare Michelino Davico (ex Lega Nord), il quale, però, abbandona il partito dopo quattro mesi.
Il 16 luglio 2015, tuttavia, durante una conferenza stampa alla Camera dei deputati, due senatori ex Movimento 5 Stelle, Maurizio Romani e Alessandra Bencini, aderiscono all'IdV.
Entrambi, il 6 agosto 2015, costituiscono al Senato della Repubblica la componente del gruppo misto "Italia dei Valori", a cui hanno poi aderito.
Il 30 novembre 2015 Formisano entra nella componente del Gruppo misto formata dall'Unione Sudamericana Emigrati Italiani, da Italia Unica (centro) e da Identità e Azione (centro-destra).
In seguito alla decisione del partito di sostenere la ricandidatura di Luigi de Magistris, Formisano abbandona l'Italia dei Valori e aderisce ai Moderati.
L'8 luglio 2016 il senatore Francesco Molinari aderisce all'Italia dei Valori.

#### Elezioni regionali del 2015
L'IdV in vista delle regionali del 2015 si presenta in Veneto nella lista Veneto Civico, in Campania con la propria lista, in Puglia nella lista Emiliano per la Puglia, nelle Marche si federa con Partito Socialista Italiano, Scelta Civica e Verdi in Uniti per le Marche. Quindi si allea col centrosinistra. Ma ottiene seggi nella sola Campania ove ottiene l'1,13% (1 seggio).

#### Elezioni comunali del 2016
Nelle principali città al voto, l'IdV si presenta in alleanza col centrosinistra (tranne a Napoli e Torino).
Il partito ha ottenuto i seguenti risultati: lo 0,7% a Milano, lo 0,3% a Roma, l'1,1% a Napoli, lo 0,4% a Torino, lo 0,3% a Ravenna, l'1,2% a Rimini, il 3,2% a Benevento e l'1,7% a Crotone.

#### Regionali 2017 e Politiche 2018
Alle elezioni regionali in Sicilia del 2017 i suoi candidati si presentano all'interno di Alternativa Popolare a sostegno di Fabrizio Micari non superando però lo sbarramento del 5%.
Il 29 dicembre dello stesso anno in appoggio al PD di Matteo Renzi viene costituita la lista Civica Popolare che riunisce, oltreché l'IdV, Alternativa Popolare di Angelino Alfano, i Centristi per l'Europa di Pier Ferdinando Casini, Unione per il Trentino di Lorenzo Dellai e L'Italia è Popolare di Giuseppe De Mita. A seguito di tale decisione, la senatrice Bencini, pur rimarcando il suo sostegno alla coalizione di centrosinistra, abbandona il partito. Messina perderà la sfida dell’uninominale di Brescia contro l’ex sindaco Adriano Paroli e quindi l’IdV non ha più rappresentanti in Parlamento.

#### Regionali in Abruzzo 2019
A novembre il consigliere regionale abruzzese Lucrezio Paolini decide di lasciare l’IdV in disaccordo con la linea del partito di appoggiare l’ex deputato forzista Fabrizio Di Stefano alle regionali del 2019. L’ultimo consigliere regionale del partito rimane quindi Francesco Moxedano, in Campania nel gruppo misto. L’IdV, visto il ritiro di Di Stefano, infine sosterrà comunque il candidato del centro-sinistra Giovanni Legnini con la lista Avanti Abruzzo di Daniele Toto raccogliendo solo lo 0,93%.

#### Regionali in Toscana 2020
Alle elezioni regionali in Toscana del 2020 partecipa alla lista Orgoglio Toscana per Giani Presidente insieme a Centro Democratico, Partito Socialista Italiano, Partito Repubblicano Italiano e realtà civiche. La lista ottiene il 2,95% non superando di poco la soglia di sbarramento fissata dalla legge elettorale toscana a 3%.

#### Ritorno in Parlamento nel 2021
Il 1º luglio 2021 i parlamentari Piera Aiello e Elio Lannutti, entrambi ex-5S annunciano l'ingresso nel partito, che torna quindi ad avere una rappresentanza parlamentare dopo 3 anni di assenza; oltre ai due parlamentari annuncia l'adesione a IdV anche Elisabetta Trenta, ministro della difesa nel governo Conte I. Nei mesi successivi Trenta (mai veramente iscritta) e Aiello abbandonano il partito.
Il 27 gennaio 2022 si costituisce al Senato il gruppo C.A.L. (Costituzione, Ambiente, Lavoro) - Idv formato da 10 senatori: Rosa Silvana Abate, Luisa Angrisani, Margherita Corrado, Mattia Crucioli, Fabio Di Micco, Bianca Laura Granato, Barbara Lezzi, Cataldo Mininno e Rosellina Sbrana, ex pentastellati provenienti dal Gruppo misto-Non iscritti, ed Elio Lannutti, che già rappresentava Italia dei Valori con una componente. Il giorno stesso il gruppo si scioglie e il partito torna ad essere presente con l'omonima componente del Gruppo misto, di cui Lannutti continua ad essere l'unico aderente.
Il 27 aprile 2022 si costituisce al Senato il gruppo parlamentare C.A.L. (Costituzione Ambiente Lavoro) - PC - IdV.

#### L'avvicinamento al centro-destra e la federazione con Noi moderati
Per le elezioni politiche del 2022 si apparenta ufficialmente con Noi con l'Italia, accedendo in seguito al buon esito di quest'ultima ai benefici di legge previsti per il 2x1000.
Alle elezioni regionali nel Lazio del 2023 l'Italia dei Valori è presente nelle liste di Noi moderati a sostegno di Francesco Rocca con i candidati Sante Carrea, Alessandra Luzza ed Anna Maria Colocci ma nessuno dei tre verrà eletto.
Il segretario Ignazio Messina, che nel 2022 aveva corso come candidato sindaco a Sciacca appoggiato dal centro-destra, il 22 marzo 2023 viene nominato vice-coordinatore di Noi con l'Italia e il 20 maggio seguente prende parte al congresso del partito entrando a far parte del suo direttivo nazionale.
Il 25 gennaio 2024 viene annunciata la federazione politica tra Noi moderati e l’Italia dei Valori con il segretario dell’IdV Ignazio Messina che diventa il portavoce del partito.

## Ideologia
I riferimenti dell'Italia dei Valori sono facilmente ravvisabili innanzitutto nel Liberalismo, in particolare nella sua componente sociale. Ma, in particolar modo, principio fondante del movimento dell'Italia dei valori è quello dell'antiberlusconismo.
Anche i principi di legalità e di anti-corruzione hanno costantemente caratterizzato il suo percorso.
Il partito è stato descritto come populista per la presenza di un leader con forti poteri decisionali che si dichiarava avverso alla politica tradizionale e per il sostegno a forme di democrazia diretta con l'obiettivo di rafforzare il ruolo della popolazione.

### Diritti delle persone omosessuali
L'IdV è favorevole al riconoscimento del matrimonio fra persone dello stesso sesso. A tal proposito, il 3 luglio 2012, ha depositato alla Camera dei Deputati una proposta di legge per l'introduzione del matrimonio egualitario sul presupposto che l'estensione del matrimonio alle famiglie formate da due donne o due uomini rafforza l'istituto matrimoniale, rendendolo sempre più strumento di uguaglianza e di valorizzazione della persona per il loro riconoscimento.
In tema di omogenitorialità, il partito si è espresso a favore del diritto delle coppie omosessuali sposate di ricorrere alle tecniche di procreazione assistita, nonché del diritto al riconoscimento reciproco del rapporto di filiazione, facendo proprio il principio secondo cui il coniuge dello stesso sesso è considerato genitore del figlio dell'altro coniuge fin dal momento del concepimento in costanza di matrimonio. Lo stesso dicasi per l'adozione da parte di coppie dello stesso sesso.

### Spese della politica
Fondandosi sul proprio convincimento che stipendi e benefici di cui godono i parlamentari fossero eccessivi, IdV ha spesso proposto la riduzione degli stipendi dei politici, l'abolizione del legittimo impedimento (a tal proposito è stata molto attiva nella promozione del relativo referendum del 12-13 giugno 2011) e del vitalizio dopo 5 anni di legislatura, sostenendo altresì il principio della trasparenza dei conti dei partiti e l'abolizione del finanziamento pubblico ai partiti.

### Altre idee e votazioni
L'IdV si è dichiarata contraria alla modifica dell'articolo 18 dello Statuto dei Lavoratori, poiché tale modifica, facilitando il licenziamento dei dipendenti, favorirebbe la precarietà del lavoro e negherebbe il diritto di lavoro ai cittadini; al fine di annullare la modifica ha proposto nel 2012 un referendum. Sì è invece dichiarata favorevole alla stesura di una legge anti-corruzione e all'abolizione della legge elettorale cosiddetta porcellum.
Nel 2014 l'IdV presenta in Parlamento diverse proposte di legge d'iniziativa popolare (messa al bando del gioco d'azzardo, vendita dei beni confiscati alla mafia per scopi di pubblica utilità, abrogazione della Riforma delle pensioni Fornero, misure di contrasto alla corruzione e all'evasione fiscale, abolizione dell'IMU sui macchinari imbullonati e norme a tutela delle partite IVA).
Nel 2016 invece, in seguito ai frequenti casi di persone condannate per essersi difese in casa propria dai ladri, raccoglie le firme per una legge d'iniziativa popolare che prevede la non punibilità per chi si difende in casa propria, nega il risarcimento ai ladri se il padrone di casa si difende e aumenta da 3 a 6 anni la pena per violazione di domicilio.
Tale proposta viene sottoscritta da circa 1 milione di cittadini.

## Correnti
All'interno del partito non sono particolarmente visibili correnti formalmente costituite.
Un'importante manifestazione di dissenso interno, nei confronti della linea di Di Pietro, è stata manifestata in Calabria nel 2005, all'indomani delle elezioni regionali, quando un assessore regionale di IdV, Beniamino Donnici, si schierò contro la decisione di Di Pietro di candidarsi alle primarie, dicendo che il movimento avrebbe dovuto sostenere la candidatura di Romano Prodi, in previsione di un futuro ingresso nel Partito Democratico dell'Ulivo. Questa manifestazione, però, portò alla scissione da IdV e alla fondazione di un nuovo movimento regionale, PartecipAzione - Verso il Partito Democratico, che poi entrerà a far parte del Partito Democratico Meridionale fondato dal presidente della Regione Agazio Loiero.
Per le elezioni del 2006 nell'IdV sono confluiti i "Cristiano Democratici Europei" di Stefano Pedica, poi creatore del gruppo interno dei cosiddetti Teoleg, che sotto il motto Un'Italia dei valori... cristiani riunisce molti cattolici presenti nel partito.
Dal 7 settembre 2006 ha ripreso la propria autonomia distaccandosi dal partito il movimento Italiani nel Mondo di Sergio De Gregorio. Dal 14 settembre anche Federcasalinghe ha rescisso l'accordo federale. Nel settembre 2007 anche il movimento "Repubblicani Democratici" ha rescisso il suo patto federale con l'Italia dei Valori per aderire al Partito Democratico.
Il 1º novembre 2009, a Bologna, si è tenuta la prima riunione degli autoconvocati per chiedere più trasparenza e democrazia ed il successivo 15 novembre, a Roma, si è costituito il coordinamento nazionale de La base IdV, formata da Domenico Morace, Alessandra Piva e Giuseppe Vatinno per creare un'area riformista all'interno del partito stesso, annunciando anche una propria mozione congressuale.

## Struttura

### Presidente/Segretario
- Antonio Di Pietro (21 marzo 1998 – 28 giugno 2013)
- Ignazio Messina (dal 30 giugno 2013)

### Presidente onorario
- Antonio Di Pietro (30 giugno 2013 – 3 ottobre 2014)

### Portavoce
- Alessandra Paradisi (1998–1999)
- Elio Veltri (2000–2002)
- Giorgio Calò (2002–2005)
- Nello Formisano (2005–2006)
- Leoluca Orlando (2006–2013)

### Presidenti dei gruppi parlamentari

#### Camera dei deputati
- Massimo Donadi (2006–2012)
- Antonio Borghesi (2012–2013)
- Nello Formisano (2014–2016)

#### Senato della Repubblica
- Aniello Formisano (2006–2008)
- Felice Belisario (2008–2013)
- Alessandra Bencini (2015–2018)

#### Parlamento europeo
- Niccolò Rinaldi (2009–2013)
- Giommaria Uggias (2013–2014)

## Congressi
Per statuto l'IdV svolgeva periodicamente (ordinariamente ogni 2 anni, art. 8) delle Assemblee Nazionali dei Delegati che equivalgono ai congressi degli altri partiti.
- I Assemblea Nazionale - Roma, 20 febbraio 1999.
- II Assemblea Nazionale - Roma, 2-3 ottobre 2004.
- I Congresso Nazionale - Roma, 5-6-7 febbraio 2010 - L'alternativa per una nuova Italia.
- II Congresso Nazionale - Roma, 28-29-30 giugno 2013.

## Statuto
Lo statuto nella sua versione del 2004 definiva l'Associazione Politica e Culturale "Italia dei Valori" come un movimento politico nazionale organizzato in forma federale. Lo statuto prevedeva (e tuttora prevede) vari livelli territoriali e alcuni organi nazionali: l'Assemblea Nazionale - o Congresso, l'Esecutivo Nazionale, il Presidente e l'Ufficio di Presidenza, l'Assemblea Nazionale degli Eletti, il Coordinamento dei Dipartimenti Tematici, il Tesoriere Nazionale e il Collegio dei Revisori Contabili, Il Collegio Nazionale di Garanzia.

### Modifiche statutarie del 2009 e nascita del Partito
Il 9 gennaio 2009, per decisione dello stesso Di Pietro, sono state ufficializzate una serie di modifiche statutarie volte a garantire un'opportuna collegialità agli assetti decisionali e alla gestione delle risorse finanziarie, superando la precedente struttura di associazione politica e culturale dell'Italia dei Valori in favore di quella di partito propriamente inteso. In particolare:
- ampliamento dei poteri dell'Esecutivo Nazionale (art.8) mediante conferimento a tale organo del potere di elezione del Presidente del Partito; in precedenza la carica di Presidente spettava al Presidente dell'Associazione e la nomina competeva all'Esecutivo Nazionale solo in caso di rinuncia.
- durata triennale della carica di Presidente del Partito (art.9) e restrizione dei suoi poteri in favore dell'Esecutivo Nazionale e dell'Ufficio di Presidenza (v.amplius, infra).
- definizione dell'Ufficio di Presidenza (art.10) - prima semplice comitato di coadiuvazione del Presidente - quale organo collegiale composto da sette membri:
  - Presidente del Partito
  - Capogruppo al Senato della Repubblica
  - Capogruppo alla Camera dei deputati
  - Portavoce nazionale del Partito
  - Tesoriere del Partito
  - Rappresentante degli eletti nei Consigli Regionali e degli amministratori dei Governi Regionali (eletto annualmente dagli stessi)
  - un esperto contabile nominato dai componenti dell'Ufficio di Presidenza

Con l'abrogazione delle Disposizioni Transitorie dello Statuto, precedentemente contenute nell'articolo 16, numerosi poteri finora accentrati nelle mani del Presidente del Partito Antonio Di Pietro risultano ora prerogativa dell'Ufficio di Presidenza. Tra questi:
- modifiche allo statuto
- nomina del Tesoriere Nazionale
- nomina del Collegio dei Revisori dei Conti
- approvazione annuale del rendiconto economico finanziario e relativi allegati sulla contabilità del partito e dei rimborsi elettorali
- destinazione del patrimonio residuo in caso di scioglimento del partito (art.12). Successivamente, nel dicembre del 2009, Di Pietro, recatosi con i membri dell'ufficio di presidenza da un notaio romano, modificava di nuovo lo statuto riattribuendo al presidente del partito, dunque a se stesso, la nomina del tesoriere.[senza fonte]

## Nelle istituzioni

### Camera dei deputati
- Gruppo Italia dei Valori

| XIII Legislatura |
| ---------------- |
| 9 deputati       |
| XV Legislatura   |
| 20 deputati      |
| XVI Legislatura  |
| 28 deputati      |

- Gruppo misto- componente Non iscritti

| XVIII Legislatura |
| ----------------- |
| 1 deputato        |

### Senato della Repubblica
- Gruppo Italia dei Valori

| XIII Legislatura |
| ---------------- |
| 1 senatore       |
| XIV Legislatura  |
| 2 senatori       |
| XV Legislatura   |
| 5 senatori       |
| XVI Legislatura  |
| 14 senatori      |

- Gruppo misto- componente Italia dei Valori

| XVII Legislatura |
| ---------------- |
| 2 senatori       |

- Gruppo C.A.L (Costituzione, Ambiente, Lavoro) - PC - IdV

| XVIII Legislatura |
| ----------------- |
| 1 senatore        |

### Parlamento europeo
- Gruppo dell'Alleanza dei Democratici e dei Liberali e per l'Europa

| VI legislatura  |
| --------------- |
| 2 eurodeputati  |
| VII legislatura |
| 7 eurodeputati  |

### Governi
- Governo Prodi II
  - Antonio Di Pietro, Ministro delle infrastrutture
  - Giorgio Calò, Sottosegretario di Stato al Ministero delle comunicazioni
  - Luigi Li Gotti, Sottosegretario di Stato al Ministero della giustizia
- Governo Monti (appoggio esterno) (fino al 16/12/2011)
- Governo Renzi (appoggio esterno)
- Governo Gentiloni (appoggio esterno)

## Controversie
Per molti anni il partito di Antonio Di Pietro è stato criticato per la presunta gestione personalistica e familistica del movimento da parte del proprio leader.
Tra i più critici si sono segnalati il sito "www.iltribuno.com", fondato da Alberico Giostra, autore del libro su Antonio Di Pietro Il Tribuno, la rivista campana Voce delle Voci, il quotidiano Il Giornale, la rivista Panorama, entrambi di proprietà di gruppi editoriali legati a Silvio Berlusconi, RadioRadicale.it, il sito web dell'emittente radiofonica Radio Radicale, gestita dai Radicali Italiani.

## Giornale e altri mezzi di comunicazione
Il giornale dell'Italia dei Valori era Orizzonti Nuovi, organo ufficiale del partito a cadenza quindicinale.
L'ex presidente Antonio Di Pietro utilizza un blog come mezzo di comunicazione ai cittadini senza intermediari, mediante l'inserimento quasi quotidiano di propri contributi, link a contributi video o articoli informativi di cui condivide l'impostazione. Era il più visitato tra quelli dei politici italiani.

## Simboli

1998-2001[117]
2001-2004[117][118]
2004 (ritirato)[117][119]
2004-2005[117][120]
2005-2006[117][121]
2006-2013[117][122]
2013-attuale

## Risultati elettorali
| Elezione       | Elezione       | Voti                  | %                     | Seggi    |
| -------------- | -------------- | --------------------- | --------------------- | -------- |
| Politiche 2001 | Camera (prop.) | 1.443.725             | 3,89                  | 0 / 155  |
| Politiche 2001 | Camera (magg.) | 1.487.287             | 4,01                  | 0 / 475  |
| Politiche 2001 | Senato         | 1.140.489             | 3,37                  | 1 / 315  |
| Europee 2004   | Europee 2004   | 695.179               | 2,14                  | 2 / 73   |
| Politiche 2006 | Camera         | 877.052               | 2,30                  | 16 / 630 |
| Politiche 2006 | Senato         | 986.191               | 2,89                  | 4 / 315  |
| Politiche 2008 | Camera         | 1.594.024             | 4,37                  | 28 / 630 |
| Politiche 2008 | Senato         | 1.414.730             | 4,31                  | 14 / 315 |
| Europee 2009   | Europee 2009   | 2.450.643             | 8,00                  | 7 / 73   |
| Politiche 2013 | Camera         | In Rivoluzione Civile | In Rivoluzione Civile | 0 / 630  |
| Politiche 2013 | Senato         | In Rivoluzione Civile | In Rivoluzione Civile | 0 / 315  |
| Europee 2014   | Europee 2014   | 181.373               | 0,66                  | 0 / 73   |
| Politiche 2018 | Camera         | In Civica Popolare    | In Civica Popolare    | 0 / 630  |
| Politiche 2018 | Senato         | In Civica Popolare    | In Civica Popolare    | 0 / 315  |